# Варшко
Варшко (до 1949 года Кивиниеми, фин. Kiviniemi) — деревня в Петровском сельском поселении Приозерского района Ленинградской области.

## Название
В переводе с финского Kiviniemi означает Каменный Мыс.
Зимой 1948 года южной части деревни Кивиниеми было присвоено наименование Каменная, которое являлось частичным переводом с финского. Летом 1948 года комиссия по переименованию поменяла название населенного пункта на Варжково, обосновав причину выбора: «в память о погибшем воине Варшко Василии Фроловиче». Командир батальона, гвардии майор Варшко, 1920 года рождения, погиб 11 июня 1944 года на подступах к селу Кивеннапа. Окончательно наименование в форме Варшко было закреплено указом Президиума ВС РСФСР от 13 января 1949 года.

## История
| - Деревня Кивинеми на русской карте 1745 года | - Деревня Кивиниеми на финской карте 1923 года |

До 1940 года деревня Кивиниеми входила в состав волости Саккола Выборгской губернии Финляндской республики. 
С 1 мая 1940 года в составе Петяярвского сельсовета Раутовского района Ленинградской области.
С 1 июля 1941 года по 30 июня 1944 года финская оккупация.
С 1 октября 1948 года в составе Петровского сельсовета Сосновского района. 
С 13 января 1949 года учитывается, как деревня Варшко.
С 1 июля 1960 года — в составе Петровского сельсовета Приозерского района.
С 1 ноября 1963 года — в составе Выборгского района.
С 1 января 1965 года — вновь в составе Приозерского района. В 1965 году деревня насчитывала 106 жителей. 
По данным 1966, 1973 и 1990 годов деревня Варшко входила в состав Петровского сельсовета.
В 1997 году в деревне Варшко Петровской волости проживал 41 человек, в 2002 году — 45 человек (русские — 93 %).
В 2007 году в деревне Варшко Петровского СП проживали 39 человек, в 2010 году — 64 человека.

## География
Деревня расположена в центральной части района на автодороге А121 «Сортавала» (Санкт-Петербург — Сортавала — автомобильная дорога Р-21 «Кола»).
Расстояние до административного центра поселения — 8 км.
Расстояние до ближайшей железнодорожной платформы Лосево — 4 км. К югу от деревни расположена узловая железнодорожная станция Лосево-1.
Деревня находится на восточном берегу озера Вуокса и западном берегу Суходольского озера.

## Демография
| 2007 | 2010 | 2017 |
| ---- | ---- | ---- |
| 39   | ↗64  | ↘50  |

## Достопримечательности
- Кивиниемский редут, остаток черты укреплений, построенных при Петре I во время Северной войны для защиты Санкт-Петербурга от шведов

## Улицы
Волчья, Железнодорожная, Заречная, Лесной переулок, Лесной проезд, Озёрная, Окружная, Ольховая, Ореховая, Приозерское шоссе, Профессорская, Сосновая, Студенческая, Суходольская, Театральная, Театральный переулок, Фермерская.

## Садоводства
Аналитик, Варшко-Суходольское, Лесное